# Estação Rubén Darío

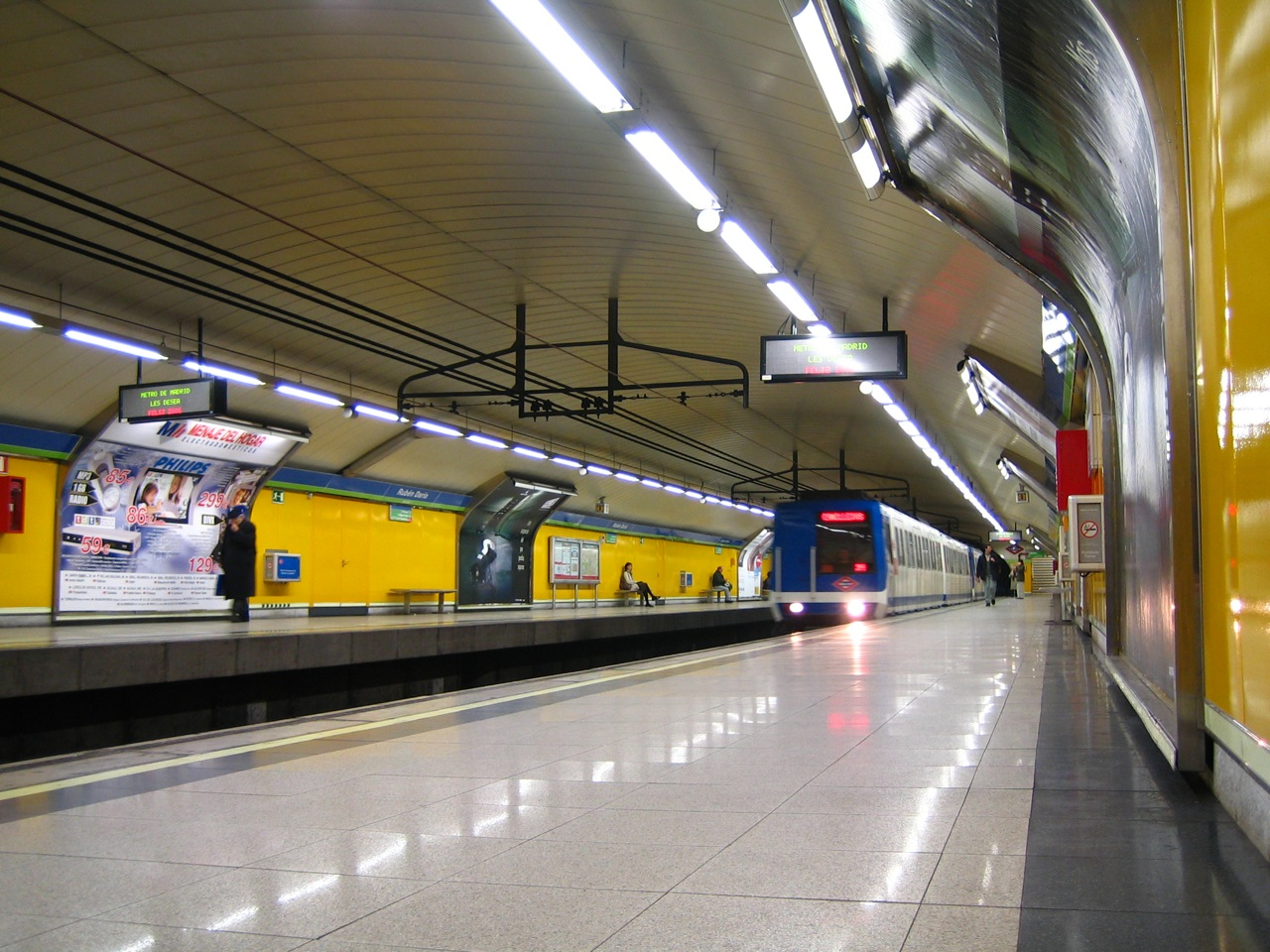
Plataforma para embarque de passageiros

Rubén Darío é uma estação da Linha 5 do Metro de Madrid.

## História
A estação foi inaugurada em 26 de fevereiro de 1970 junto com as demais estações do trecho Callao-Ventas, que interligou os dois trechos da linha 5 anteriormente inaugurados, entrou em serviço operacional na segunda-feira 2 março do mesmo ano.